# Falcatula penumbra
Falcatula penumbra là một loài bướm đêm thuộc họ Sphingidae. Loài này có ở Zambia và Cộng hòa Dân chủ Congo.
Nó rất giống loài Falcatula falcatus, nhưng màu nền phía trên đầu và cánh nâu đậm hơn.